# Depuradora de Baños

La presa de Baños de Montemayor está al origen del nombre de esta mancomunidad

La Mancomunidad de municipios Depuradora de Baños es una asociación libre de municipios que comprende las poblaciones de Baños de Montemayor, Abadía, Aldeanueva del Camino, La Granja y Zarza de Granadilla; todas ellas en la provincia de Cáceres (España). Su presidente en 2015 es Pedro García Gómez (Alcalde de Aldeanueva del Camino) y su secretario Pedro Manuel Sánchez Bernal (del Ayuntamiento de Hervás). Según sus estatutos, la capitalidad de la mancomunidad radicará en el municipio que, en cada momento, ostente la Presidencia de la Mancomunidad.
Su principal servicio es el abastecimiento de aguas, siendo competencia de la Mancomunidad el aprovechamiento y la gestión de los caudales de agua procedentes de la presa de Baños de Montemayor. Su número de inscripción en el registro de EELL es el 0510034.